# Die offenen Adern Lateinamerikas
Die offenen Adern Lateinamerikas ist das Hauptwerk des uruguayischen Journalisten, Essayisten und Schriftstellers Eduardo Galeano. Es erschien 1971 in spanischer Sprache unter dem Titel Las venas abiertas de América Latina. Die erste deutsche Übersetzung erschien 1972, sie trägt den Untertitel Die Geschichte eines Kontinents.

## Hintergründe

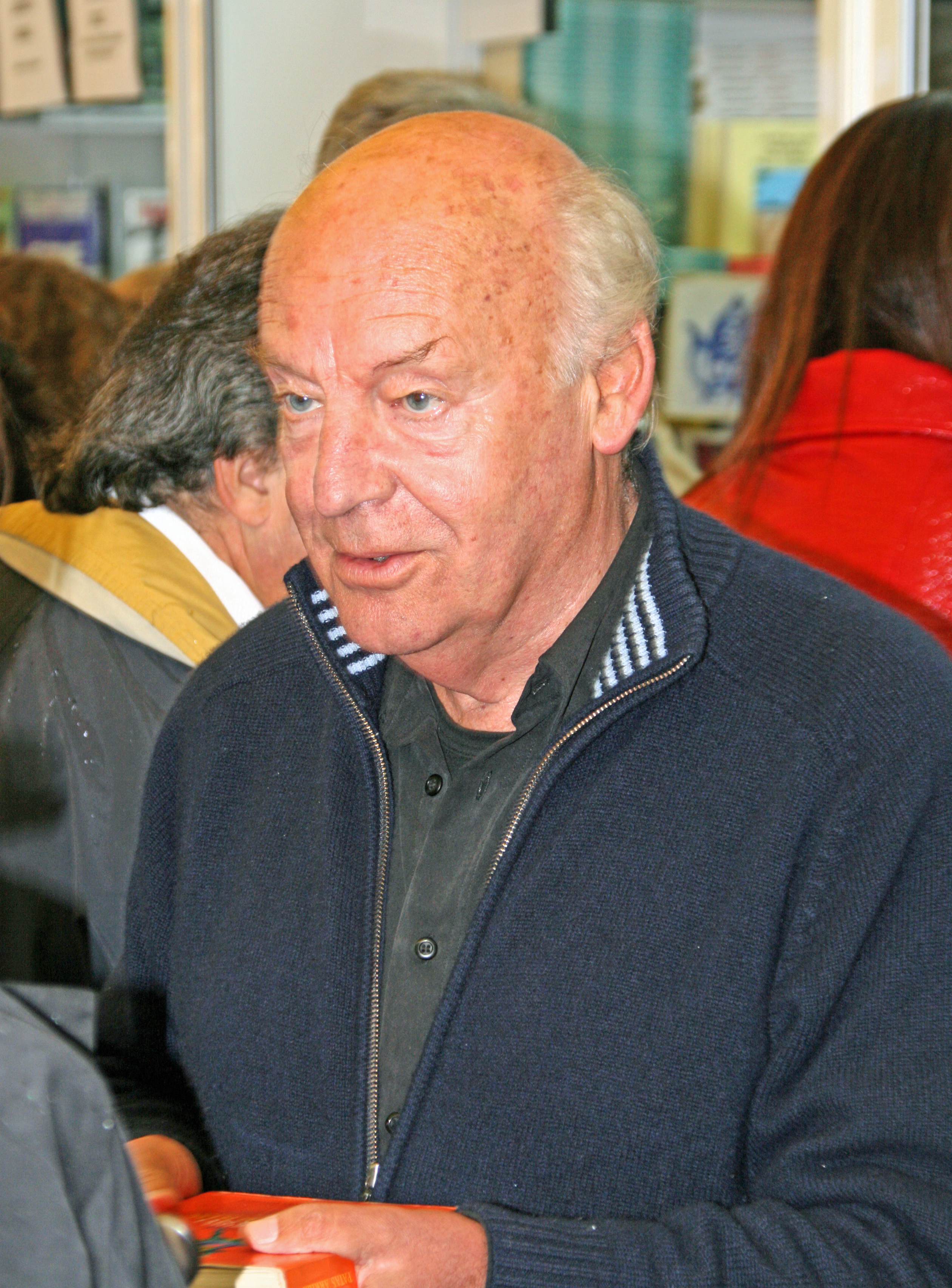
Eduardo Galeano auf der Feria del Libro in Madrid, 2008

Das Erscheinen dieses Werkes fiel in eine von politischen Umstürzen geprägte Ära des lateinamerikanischen Raumes. Galeano war in jener Zeit als Journalist tätig, bearbeitete Bücher und war an der Universidad de la República angestellt. Mit den Recherchen für das Werk war Galeano vier Jahre lang beschäftigt, zum Verfassen des Textes benötigte er etwa 90 Nächte. 1973 übernahm in Uruguay eine Militärjunta die Macht, woraufhin Galeano ins Exil erst nach Argentinien, später weiter nach Spanien fliehen musste. Aufgrund des „linken“ Charakters des Essays war Die offenen Adern Lateinamerikas unter den Militärregierungen Uruguays, Argentiniens und Chiles verboten.

„[Die] wichtigsten Kommentare zu diesem Buch [stammen] nicht aus der Feder irgendwelcher anerkannter Literaturkritiker, sondern von den Militärdiktaturen, die es lobten, indem sie es verboten. So durften „die offenen Adern“ weder in meinem Land noch in Chile verkauft werden, und in Argentinien wurde das Buch im Fernsehen und in der Presse als korrupt und jugendgefährdend verrissen.“

## Inhalt
In Die offenen Adern Lateinamerikas fasst Galeano die Geschichte Lateinamerikas seit der Entdeckung zusammen und analysiert sie aus einer dependenztheoretischen Sichtweise. Galeano beschreibt verschiedene Facetten der fünf Jahrhunderte andauernden ökonomischen Ausbeutung seitens der europäischen Kolonialmächte und später der USA sowie deren politische Dominanz. Gold, Silber, Kakao, Baumwolle und viele weitere Metalle und Rohstoffe seien, so stellt er dar, in Lateinamerika ausgebeutet worden und im Reichtum der USA und Europas aufgegangen.

## Aufbau
Das Werk ist in zwei Teile gegliedert: Nach der Einleitung (Hundertzwanzig Millionen Kinder im Mittelpunkt des Gewitters) folgen im ersten Teil (Die Armut des Menschen als Ergebnis des Reichtums der Erde) die Kapitel Goldfieber, Silberfieber, König Zucker und anderer Landwirtschaftsmonarchen und Die unterirdischen Quellen der Macht. Im zweiten Teil (Die Entwicklung ist eine Reise mit mehr Schiffbrüchigen als Seefahrern) behandelt Galeano Die Geschichte vom frühzeitigen Tod und Die derzeitige Struktur der Ausplünderung. Neueren Auflagen ist die Ergänzung 1978: Sieben Jahre danach beigefügt, in der Galeano darstellt, inwiefern sich die Situation der Region seit der Erstveröffentlichung des Buches eher verschlechtert als gebessert habe. Manche Ausgaben ab 1997 enthalten ein Vorwort von Isabel Allende.

## Bedeutung
Die offenen Adern Lateinamerikas gilt als ein Klassiker politisch-historischer Literatur über den lateinamerikanischen Raum. Choice, ein Magazin der American Library Association, rühmt das Werk als “a superbly written […] and powerfully persuasive expose” (deutsch: „eine großartig geschriebene […] und mächtig überzeugende Denkschrift“). Der venezolanische Staatschef Hugo Chávez bezeichnete es als „Monument unserer lateinamerikanischen Geschichte“, Arundhati Roy zufolge enthalte das Werk auch „profunde Lektionen für das heutige Indien“. Bernd Marquardt nannte das Werk die „populärwissenschaftliche ‚Bibel‘ der Dependenztheorie“.
Einen Popularitätsschub erhielt die Schrift, als Hugo Chávez beim fünften Amerika-Gipfel im April 2009 dem US-Präsidenten Barack Obama vor laufender Kamera ein Exemplar des Werkes schenkte.
Der Autor selbst distanzierte sich allerdings viele Jahre später vom damaligen Stil seines Buches. Bei der Buchmesse von Brasília sagte er im April 2014 auf einer Pressekonferenz, das Buch sei das Resultat des Versuchs eines jungen Mannes gewesen, ein Werk über Politische Ökonomie zu verfassen, der vom Thema nicht genug verstanden habe. Er habe es zu einer bestimmten Zeit geschrieben, die inzwischen überwunden sei. Die Welt habe sich stark verändert. Sein Buch würde er im Übrigen auch aus dem Grund nicht mehr lesen können, dass er den schlechten, damals von der traditionellen Linken verwendeten Sprachstil körperlich nicht mehr aushalte.

## Ausgaben
- Eduardo Galeano: Die offenen Adern Lateinamerikas: die Geschichte eines Kontinents von der Entdeckung bis zur Gegenwart. 16., erweiterte Auflage. Hammer, Wuppertal 2002, ISBN 3-87294-162-3.
- Eduardo Galeano: Die offenen Adern Lateinamerikas: die Geschichte eines Kontinents. Neuausgabe, 1. Auflage. Hammer, Wuppertal 2009, ISBN 978-3-7795-0271-5.
- Eduardo Galeano: Las venas abiertas de América Latina. 6. Neudruck, 2. spanische Auflage. Siglo XXI de España Editores, Madrid 2010, ISBN 84-323-1525-7.
- Eduardo Galeano: Open veins of Latin America: five centuries of the pillage of a continent. 25. Auflage. Monthly Review Press, New York 1997, ISBN 0-85345-991-6.